# Ricardo Panka
Ricardo Panka (26 oktober 1963) is een Surinaams politicus en voormalig DNA-fractievoorzitter van Nationale Democratische Partij (NDP) en Mega Combinatie.

## Biografie
Panka was van 2000 tot 2015 lid van De Nationale Assemblée geweest voor de NDP. Hij was parlementariër namens het district Para. In de laatste jaren was hij fractieleider. 
Op 22 februari 2011 werd hij voorzitter van de Para Sport Bond (PSB). Een van de projecten in deze hoedanigheid is het renoveren van het Andre Brahimstadion te Billiton.
In april was hij een van de indieners van de gewijzigde Amnestiewet in april 2012 die had moeten voorkomen dat Desi Bouterse voor zijn aandeel in de Decembermoorden. Hierbij werden vijftien tegenstanders in koelen bloede vermoord op Fort Zeelandia.
In november 2019 werd Panka benoemd tot ambassadeur in Mexico. In november 2020 werd hij woordvoerder voor de NDP.